# Camilla Herremová
Camilla Herremová (* 8. října 1986 Sola) je norská házenkářka, hrající zpravidla na levém křídle.
Začínala v klubu Sola HK. V letech 2006 až 2014 hrála za Byåsen HE a stala se v jeho dresu šestinásobnou vicemistryní Norska. S CS Minaur Baia Mare vyhrála rumunský pohár a s dánským TTH Holstebro vyhrála v sezóně 2015/16 Pohár vítězů pohárů EHF žen. V roce 2017 získala pro ŽRK Vardar makedonský titul a hrála ve finále Ligy mistryň. Od roku 2017 působí znovu v Sola HK, kterému pomohla postoupit do nejvyšší soutěže.
V norské reprezentaci debutovala v roce 2006, odehrála 286 mezistátních zápasů a vstřelila v nich 811 branek. Je trojnásobnou mistryní světa (2011, 2015 a 2021), pětinásobnou mistryní Evropy (2008, 2010, 2014, 2016 a 2020) a olympijskou vítězkou (2012). Na MS 2009 a 2019 a ME 2016 a 2020 byla vyhlášena nejlepším levým křídlem. Byla také zařazena do nejlepšího světového týmu druhé dekády jednadvacátého století.
Jejím manželem je házenkář Steffen Stegavik, mají jednoho syna.